# Mummidivaram
Mummidi-varam là một thị trấn mandal thuộc huyện East Godavari, bang Andhra Pradesh, Ấn Độ.